# برس‌فیلد، نیو ساوت ولز

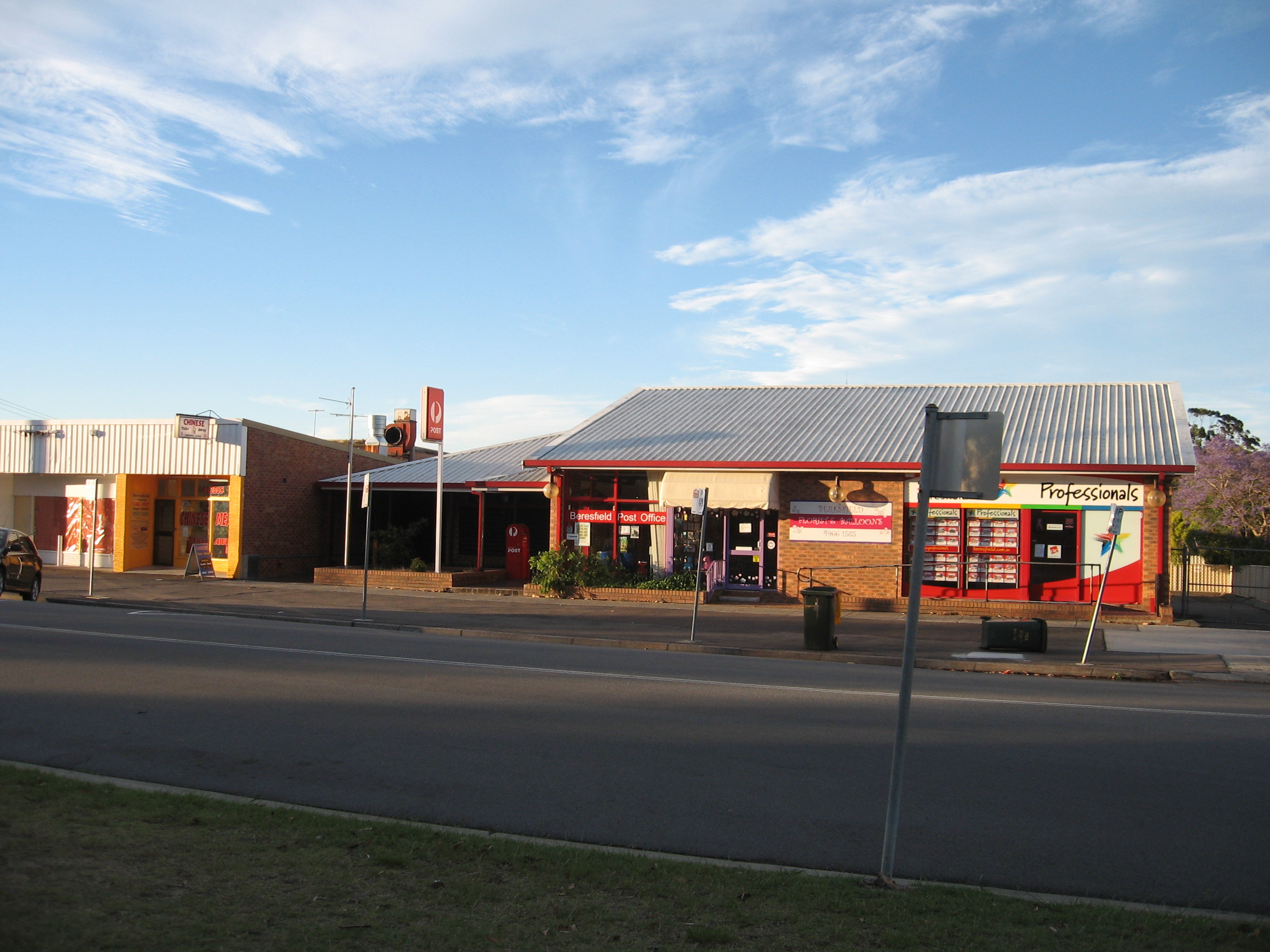
نمایی از اداره پست «برس‌فیلد»

برس‌فیلد (به انگلیسی: Beresfield) یک حومه شهر در استرالیا است که در نیو ساوت ولز واقع شده‌است.